# Elecciones generales de Etiopía de 2021
Las elecciones generales de Etiopía de 2021 se realizaron el 21 de junio de ese año con el objetivo de renovar 483 de los 574 escaños de la Cámara de Representantes Populares de Etiopía. Los Consejos Regionales se celebrarán al mismo tiempo en todos los estados federados del país. Serán las sextas elecciones bajo la constitución actual y las primeras desde la llegada al poder de Abiy Ahmed Ali, cuyo gobierno mantuvo una agenda reformista que se comprometió a buscar una apertura política.
Las elecciones estaban originalmente programadas para el 29 de agosto de 2020, sin embargo, fueron pospuestas debido a la pandemia de enfermedad por coronavirus y los efectos de esta en la logística para llevar a cabo los comicios.

## Trasfondo
El 1 de diciembre de 2019, bajo el impulso del gobierno de Abiy, el Frente Democrático Revolucionario del Pueblo Etíope (EPRDF), coalición hegemónica gobernante desde 1991 y formada por varios partidos de base étnica, se disolvió voluntariamente para convertirse en una sola formación política sin distinción de razas, el Partido de la Prosperidad (PP), que se presentará a las elecciones postulando a Abiy como candidato a primer ministro. Del mismo modo, se liberó a la mayoría de los presos políticos del país en medio de una amplia amnistía concedida por el gobierno de Abiy, y muchos retornaron desde el exilio. Numerosos partidos de la oposición, hasta entonces ilegales, se unificaron bajo el liderazgo de Berhanu Nega (exalcalde electo de Addis Abeba), en el partido Ciudadanos Etíopes por la Justicia Social (EZEMA). Otra formación opositora importante es el Frente de Liberación Popular de Tigray (TPLF), liderado por Debretsion Gebremichael y antiguo partido líder de la coalición EPRDF, que rechazó unificarse con el PP.

## Sistema electoral
La Cámara de Representantes Populares está compuesta por 547 miembros elegidos por mayoría simple en circunscripciones de un solo miembro de los cuales 22 escaños están reservados para representantes de nacionalidades y pueblos minoritarios.

## Resultados
|                                |                                           |            |         |       |
|                                | Partido                                   | Votos      | Escaños | +/-   |
|                                | Partido de la Prosperidad                 |            | 454     | Nuevo |
|                                | Movimiento Nacional de Amhara             |            | 5       | Nuevo |
|                                | Ciudadanos Etíopes por la Justicia Social |            | 4       | Nuevo |
|                                | Partido Democrático Popular de Gedeo      |            | 2       | -     |
|                                | Partido Democrático Popular de Kucha      |            | 1       | -     |
|                                | Independientes                            |            | 4       | -     |
| Total                          | Total                                     | 38,234,910 | 470     | 0     |
| Fuente: Nebe, Nebe, Nebe, Nebe |                                           |            |         |       |